# Holzbach (Wied, Döttesfeld)
Der Holzbach ist ein knapp 44 km langer Fluss im Westerwald, der bei Döttesfeld im Landkreis Neuwied in Rheinland-Pfalz von links und Südosten in die Wied mündet. 
Er ist vom Zufluss des Semmelwiesenbachs in Brückrachdorf bis zu seiner eigenen Mündung in die Wied nach dem rheinland-pfälzischen Landeswassergesetz ein Gewässer zweiter Ordnung, so dass für die Reinhaltung der Landkreis Neuwied zuständig ist.

## Verlauf
Der Holzbach ist der Ausfluss einer der Westerwälder Seen auf der sogenannten Westerwälder Seenplatte, nämlich des wenige hundert Meter östlich von Steinen im Westerwaldkreis auf 410 m ü. NHN gelegenen, 21 ha großen Brinkenweihers. Dieser hat einen kurzen Zufluss aus Nordosten von weniger als einem Kilometer Länge. Er entwässert zunächst über einen Kanal in den Postweiher, dieser wiederum in den Hausweiher, an dessen Ausfluss dann der eigentliche Lauf des Holzbachs beginnt. Er fließt zunächst nach Westen, passiert Hartenfels am Südrand und durchquert dann das Naturschutzgebiet Holzbachtal und gleich danach Herschbach. 
Nachdem er gleich darauf auch noch das kleinere Freirachdorf durchlaufen hat, wendet er sich für einige Kilometer nach Süden und passiert dabei Marienhausen und Brückrachdorf. Ab dort folgt seinem Lauf die Holzbachtalbahn, er kehrt sich auf kurzer Strecke dauerhaft nach Nordosten und durchläuft dann die Stadt Dierdorf. Am Ufer folgen auf dem weiteren Unterlauf die Orte Wienau, Raubach, Hedwigsthal und Puderbach. Unterhalb davon entwickelt er starke Talmäander und passiert oder durchquert die nun wieder kleineren Orte Reichenstein, Oberähren, Niederähren und Seifen, dann zieht er am wieder größeren Döttesfeld vorbei, das schon in der linken Aue der Wied liegt. Dort mündet er nach einem Lauf von 44 km und mit einem Einzugsgebiet von 176 km² hinter sich von links und Südosten in die Wied, die hier in weiten Talschlingen südwestlich zum Rhein läuft.

## Hydrologie
In den Holzbach wird das gereinigte Wasser des seit 1988 bestehenden Klärwerks Hartenfels geleitet. Für das Quellgebiet sind Stauwehre typisch. 

## Patenschaft
Die Patenschaft für den Bach wurde von dem Martin-Butzer-Gymnasium in Dierdorf durch die Holzbach AG übernommen.

## Ortschaften
Zu den Ortschaften am Holzbach gehören: 
- Hartenfels
- Herschbach
- Freirachdorf
- Marienhausen
- Giershofen
- Dierdorf
- Wienau
- Raubach
- Puderbach
- Döttesfeld